# Kaiman-Dollar
Der Kaiman-Dollar oder Cayman-Dollar ist die Währung der Cayman Islands. Er wird seit einer Gesetzesänderung im Januar 1997 von der Cayman Islands Monetary Authority (CIMA) herausgegeben. Die CIMA ersetzt seitdem das Cayman Islands Currency Board, welches im Jahr 1971 gegründet wurde. Der Kaiman-Dollar wurde im Mai 1972 in Umlauf gebracht. Der ISO-4217-Code ist KYD.

## Geschichte
Bis 1863 nutzte man auf den Cayman Islands den US-Dollar, danach bis 1876 den Silberdollar. Auch das Pfund Sterling war offizielles Zahlungsmittel. Gut hundert Jahre, zwischen 1870 und 1972 wurde die jamaikanische Währung als Zahlungsmittel genutzt. Zuerst das Jamaika-Pfund und ab 1969 der Jamaika-Dollar.
Nach der Einführung des Kaiman-Dollar blieb auch der Jamaika-Dollar in einer Übergangszeit bis zum 31. August 1972 offizielles Zahlungsmittel.
Der Kaiman-Dollar unterliegt nach einer Absprache mit der Weltbank einem festen Wechselkurs von 1 Kaiman-Dollar gleich 1,227 US-Dollar, nach eigenen Angaben 1,2 US-Dollar. In Wechselstuben auf der Insel wird er dagegen üblicherweise zu einem Kurs von 1:1,25 gehandelt.
Banknoten und Münzen sind derzeit in Stückelungen zu 1, 5, 10, 25 Cent und 1, 5, 10, 25, 50 und 100 Dollar in Umlauf. Ehemals gab es auch 40-Dollar-Banknoten.